# مشوق مالیاتی
مُشَوِّقِ مالیاتی (انگلیسی: Tax incentive) به تخفیف یا معافیت‌هایی مالیاتی گفته می‌شود که دولت به افراد یا شرکت‌ها می‌دهد تا آنها را به انجام کارهای خاصی تشویق کند. این کارها می‌تواند شامل سرمایه‌گذاری در بخش‌های خاص، ایجاد اشتغال، تحقیق و توسعه، حفاظت از محیط زیست یا خرید کالاها و خدمات خاص باشد.
به عبارت دیگر، مشوق مالیاتی مانند یک جایزه است که دولت به کسانی می‌دهد که کارهایی را انجام می‌دهند که برای جامعه مفید است. این جایزه می‌تواند به شکل‌های مختلفی باشد، مثلاً:
- کاهش مالیات: یعنی مبلغ مالیاتی که باید پرداخت کنید کمتر می‌شود.
- معافیت مالیاتی: یعنی برای یک مدت مشخص یا برای یک فعالیت خاص، اصلاً مالیات نمی‌دهید.
- اعتبار مالیاتی: یعنی مبلغی از مالیات شما کم می‌شود.

مثلاً دولت ممکن است به شرکت‌هایی که در مناطق محروم سرمایه‌گذاری می‌کنند یا به افرادی که خانه‌های کم‌مصرف می‌سازند، مشوق مالیاتی بدهد.
هدف از مشوق‌های مالیاتی این است که رفتارهای اقتصادی را به سمتی هدایت کند که برای جامعه مفید باشد. این مشوق‌ها می‌توانند به رشد اقتصادی، ایجاد اشتغال و بهبود وضعیت اجتماعی کمک کنند.